# Баранкоси
Баранкосите (на испански: barranco) са дълбоки бразди от типа на дълбоките оврази, прорязващи склоновете на вулканичните конуси и радиално разпростиращи се от кратера към подножието. Образуват се вследствие от разрушителното действие на водите, стичащи се по склоновете на вулканите.